# Martin Wilhelm Kutta

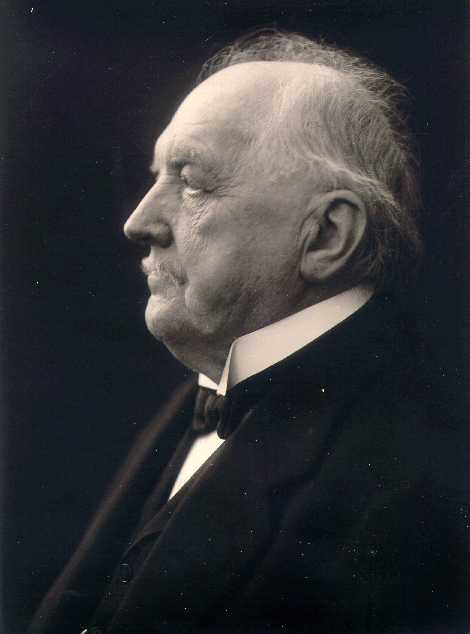
Martin Wilhelm Kutta

Martin Wilhelm Kutta (Pitschen, 3 november 1867 – Fürstenfeldbruck, 25 december 1944) was een Duits wiskundige. In 1901 verbeterde hij een bestaande numerieke methode om differentiaalvergelijkingen op te lossen tot de Runge-Kuttamethode.